# Areguá
Areguá (Guaraní Aregua) ist eine Stadt und ein Distrikt in Paraguay. Die Stadt hat 16.600 Einwohner, der gesamte Distrikt 74.000 (Stand 2018).  Areguá ist die Hauptstadt des Departamento Central. Sie wurde 1538 von Domingo Martínez de Irala gegründet und gehört zu den ältesten Stadtgründungen Paraguays.
Die Stadt befindet sich in der Nähe des Sees Lago Ypacaraí, welcher etwa 30 km von Asunción entfernt liegt. Sie breitet sich an einem sanft ansteigenden Berg aus, von dem man das gesamte Gebiet bis hin zum Ypacarai-See sehen kann. Areguá liegt zudem in direkter Nachbarschaft zur Stadt Ypacaraí, die den gleichen Namen trägt wie der See.
Bekannt ist die Stadt für ihre vielen Handwerksbetriebe im Töpferbereich, die ihre Waren in einer langen Einkaufsstraße verkaufen. Zudem besitzt sie eine bekannte Kirche und idyllische Gassen im Zentrum.
Der historische Stadtkern von Areguá wurde 1997 zum nationalen Kulturerbe Paraguays erklärt.
Areguá ist mit Asunción über Luque durch eine viel befahrene Landstraße verbunden.

## Geschichte
Gegen Ende des 16. Jahrhunderts wurde dieser Ort von Franziskanern kolonisiert, die dort eine Mission gründeten. Ursprünglich „Tapaicuá“ genannt, wurde es 1538 von Domingo Martínez de Irala auf der Grundlage eines indigenen Volkes gegründet, das sich in diesem Gebiet am Ufer des Ypacaraí-Sees niedergelassen hatte. Seine Bewohner besetzten die Umgebung der heutigen Kirche von Areguá.
Zu Beginn der Kolonialzeit war die Stadt eine Viehfarm mercedarischen Ursprungs. Ende des 19. Jahrhunderts entwickelte es sich zu einer Sommerstadt, in der sich in den heißen Monaten hauptsächlich Schriftsteller, Künstler und Intellektuelle niederließen. Es wurde am 12. November 1862 von Francisco Solano López in die Kategorie des Distrikts erhoben.

## Geographie

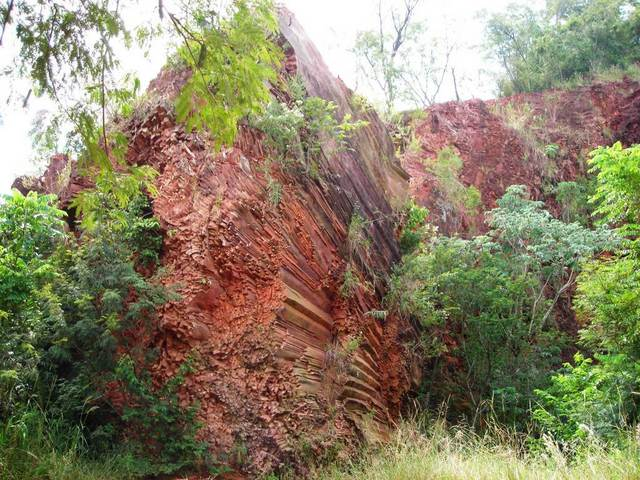
Cerro Koi, ein Hügel mit einzigartigen Steinen aufgrund seiner sechseckigen Form, die es auf der Welt nur drei gibt; in Südafrika, Kanada und Paraguay

Cerro Koi ist bekannt für seine achteckigen Sandsteinformationen, ähnlich einer in Lateinamerika einzigartigen Wabe. Nur Kanada und Südafrika haben dieses geologische Phänomen und sie sind in diesen beiden Ländern als Weltkulturerbe geschützt. Dieser Hügel wurde 1993 zum Naturdenkmal erklärt. Es ist ersichtlich, dass sie aus horizontalen Sandsteinblöcken magmatischen Ursprungs bestehen, daher die Seltenheit des Hügels.

### Klima
Diese Stadt hat ein heißes Klima. Im Sommer werden die höchsten Temperaturen mit 40 °C angegeben. Im Winter treten Mindesttemperaturen auf, die 0 °C erreichen. In Bezug auf den Niederschlag sind die Monate mit dem höchsten Niederschlag die zwischen Januar und April.

## Demographie
Areguá hat nach Prognosen der Generaldirektion Statistik, Erhebungen und Volkszählungen insgesamt 75.858 Einwohner, von denen 37.910 Männer und 37.948 Frauen sind. Als natürliche Ressourcen gelten Holz, Eisen, Magnesium und Ton.

### Nachbarschaften
Areguá ist in 24 Stadt- und Vorortviertel unterteilt.
| N° | Nachbarschaft     | N° | Nachbarschaft   |
| -- | ----------------- | -- | --------------- |
| 1  | San Miguel        | 13 | Costa Fleitas   |
| 2  | Santo Domingo     | 14 | Jukyty          |
| 3  | San Roque         | 15 | Valle Pucú      |
| 4  | Las Mercedes      | 16 | Jukyry          |
| 5  | Boquerón          | 17 | Isla Valle      |
| 6  | San Cayetano      | 18 | San Miguel      |
| 7  | Santa Catalina    | 19 | Caacupemí       |
| 8  | Estanzuela        | 20 | Fracción Yvoty  |
| 9  | Kokue Guasu       | 21 | Fracción Alicia |
| 10 | Pindolo           | 22 | Villa Salvador  |
| 11 | San Antonio       | 23 | Villa Rosita    |
| 12 | María Auxiliadora | 24 | Tajy Poty       |

## Wirtschaft

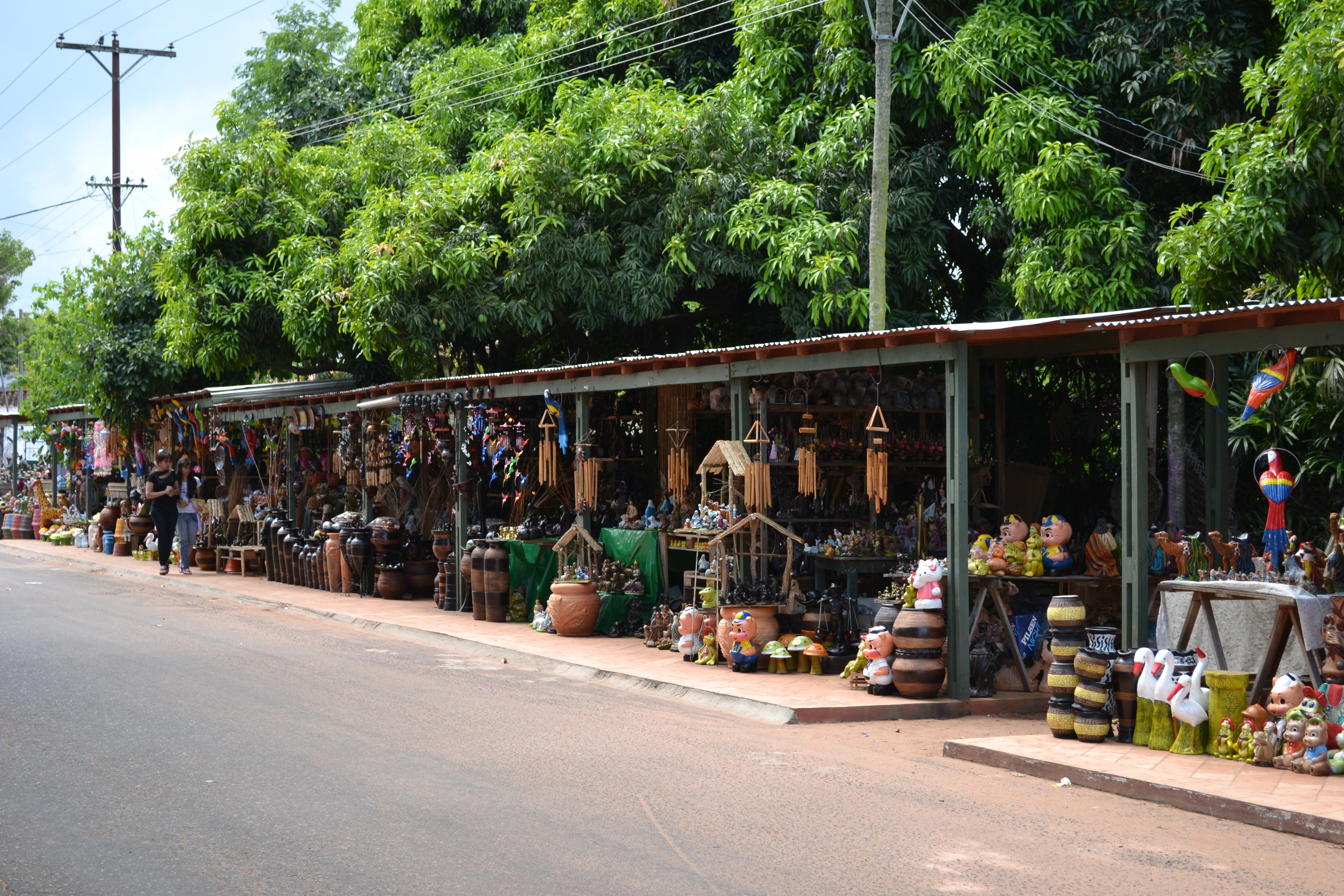
Handwerksstand im Stadtzentrum

Eine der Hauptaktivitäten seiner Bewohner ist der Anbau von Erdbeeren. Jedes Jahr im August wird das „Erdbeerfest“ gefeiert. Bei dieser Gelegenheit bieten die Produzenten ihre Produkte auf natürliche Weise an und auch die Nebenprodukte aus den Früchten.
Diese Stadt zeichnet sich auch durch die Herstellung von Keramikhandwerk aus, eine Tätigkeit, die einen großen Teil der Bevölkerung einnimmt. Die permanente Messe, die an der Hauptstraße von Areguá installiert wurde, ist voll von Touristen, Besuchern und Käufern, die schöne Keramikarbeiten mitbringen, um das Haus zu dekorieren.
Die Erdbeere ist nicht nur eine wichtige Einnahmequelle für die Stadt, sondern hat auch ihre Geschichte. Tatsächlich ist ihr Anbau ein sehr besonderes Merkmal von Areguá. Nach Angaben der Dorfbewohner gab ein Bauer um 1920 in der Siedlung Estanzuela sein Bestes und widmete sich dem Anpflanzen der Erdbeere. Mit der Ernte legte er die Früchte in kleine Körbe und machte sich daran, sie in der Stadt zu verkaufen. Aufgrund des erzielten Erfolgs breitete sich die Erdbeerplantage auf alle umliegenden Bauernhöfe aus und ist heute eines der wichtigsten Produkte in der Region. In den Erntemonaten findet das traditionelle jährliche Erdbeerfest statt. Dort kann man Marmeladen, Gelees, Säfte und Kuchen probieren.

## Kultur

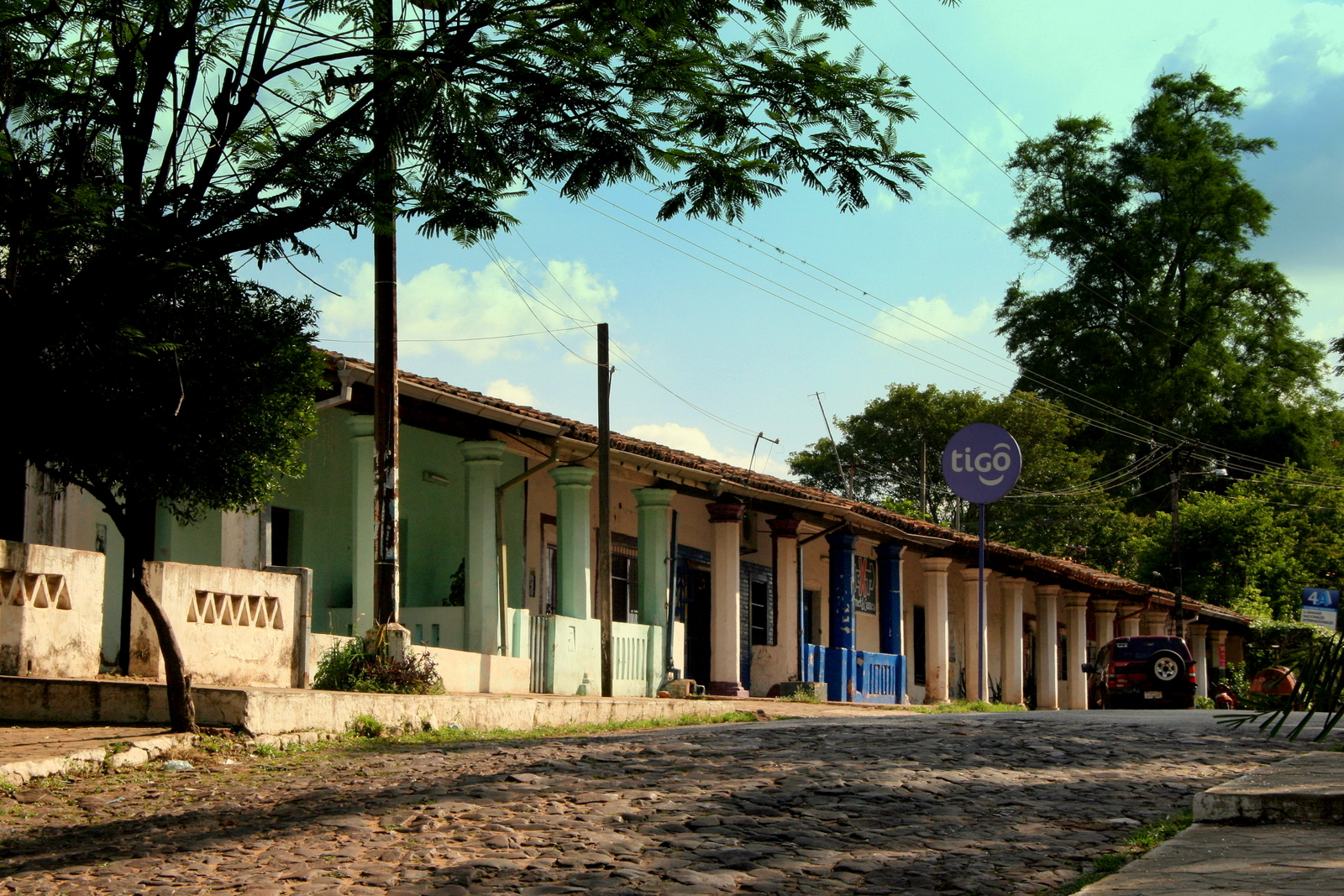
Kolonialhäuser im Stadtzentrum

Das Kulturzentrum „Station A“ ist eine Einrichtung, die Besuchern touristische Informationen bietet. Es gibt ein Fotomuseum im alten Bahnhof, das alle zwei Wochen für die Öffentlichkeit zugänglich ist und einen Führerservice durch das historische Zentrum bietet. Es sind auch mehrere Kunstgalerien installiert, darunter „Guggiari Arte“, „Luis Cogliolo Art Gallery“, „Paseo La Candelaria“, „Areguá Mangers“, „El Cántaro“ und „Centro Cultural del Lago“. Ein interessanter Ort für einen Besuch ist das „Museo Las Margaritas“, das sich neben der Kirche La Candelaria befindet.
Der paraguayische Schriftsteller „Gabriel Casaccia“ stammt aus Areguá und entwickelte einen großen Teil seiner Arbeit in dieser Stadt, für die er eine innige Zuneigung empfand. In mehreren Schriften des Autors können Beschreibungen von Landschaften dieser Region des Landes geschätzt werden. In seinem berühmten Roman „La Babosa“ berichtet er ausführlich über den traditionellen und kritischen Hof der Einwohner von Areguá. Casaccias Überreste ruhen in seiner Heimatstadt, obwohl er seine letzten Jahre in Buenos Aires verbracht hat, da dies sein Wille war. Auf seinem Grab hat der Plastikkünstler „Hermann Guggiari“ zu seinen Ehren eine Skulptur errichtet.

### Kunsthandwerk
Das Centro Artesanal de la Cuenca ist ein ständiger Ausstellungs- und Verkaufsort, an dem sich Handwerker aus der gesamten Region versammeln. Es ist die Stadt der Kunst dank Ton; Und wie sie sagen, kam die Keramik aus den Händen von Herrn Ricardo Pérez in diese Stadt und sie ist eine großartige Quelle für Arbeit und Einkommen. Darin gibt es viele Handwerker, die diese Fähigkeit mit Ton haben. Die immense Quantität und Qualität der Werke, die in den verschiedenen Räumlichkeiten permanent ausgestellt sind, ist auch für die Töpferei bekannt.

### Die Architektur
Areguá bewahrt in seiner Architektur schöne Kolonialhäuser mit breiten Korridoren und einem besonderen Stil. Diese Gebäude stammen aus der Zeit, als Areguá hauptsächlich eine Sommerstadt war, in der Asuncenas und die umliegenden Familien dort ihre Residenzen errichteten, um den Sommer zu verbringen.
Die „Avenida del Lago“ erstreckt sich von einem höheren Ort, an dem sich die Hauptkirche befindet, bis zum Ufer des Sees, an dem sich der Stadtstrand befindet. Diese Route gilt als historisches Zentrum der Stadt und wurde 1997 vom Parlament von Paraguay zum nationalen Erbe erklärt.

## Sehenswürdigkeiten

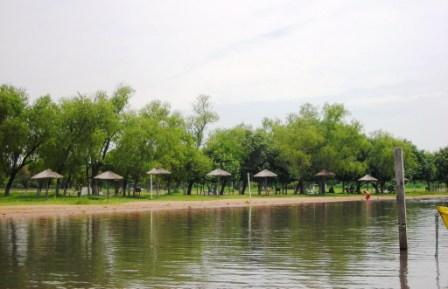
Strand von Areguá am Lago Ypacaraí

- Areguá hat ein historisches Gebiet an der Avenida del Lago, das von einer Hügelkirche zum Ypacaraí-See führt. 1997 erklärte das paraguayische Parlament es zum nationalen Erbe.
- „Isla Valle“, die lokale ökologische Organisation, regelt das Fischen im See.
- Eine weitere Attraktion ist das Centro Artesanal de la Cuenca. Im Zentrum stellen Handwerker aus der Region lokal hergestellte Töpferwaren und Kunsthandwerk aus. Aregua hat auch Kunstgalerien, darunter Guggiari Arte, Luis Cogliolo Galería de Arte, Paseo La Candelaria, Areguá Pesebres, El Cántaro und Museo las Margaritas.
- Die Hügel Koi und Chorori sind eine geologische Attraktion. Koi Hill ist bekannt für seine Formationen aus sechseckigem Sandstein. Die Formationen sind ein geschütztes Kulturerbe und der Hügel wurde 1993 zum „Naturdenkmal“ erklärt.

## Persönlichkeiten
- Gabriel Casaccia (1907–1980), Paraguayischer Schriftsteller, wurde in Areguá geboren;
- Louis de Boccard (1866–1956), aus der Schweiz stammender Abenteurer, Entdecker und Präparator, besaß in Areguá eine Farm.